# ナーグプル-シカンダラーバード・ヴァンデ・バーラト急行
ナーグプル-シカンダラーバード・ヴァンデ・バーラト急行（英語: Nagpur–Secunderabad Vande Bharat Express）は、インドの国有鉄道であるインド鉄道が運営する長距離急行列車「ヴァンデ・バーラト急行」の1つ。ナーグプルとシカンダラーバードを結ぶ列車で、2024年9月から営業運転を開始した。

## 概要
2024年9月16日から営業運転を開始した、長距離電車急行であるヴァンデ・バーラト急行の中で65番目に登場した列車。ナーグプルのナーグプル・ジャンクション駅とシカンダラーバードのシカンダラーバード・ジャンクション駅の間、575 kmを7時間15分かけて走行する。週6日に1往復が設定されており、火曜日は運休する。編成はヴァンデ・バーラト急行の中で最も長い20両編成で、内訳は18両がエコノミークラス（AC Chair Car、CC）、2両がエグゼブティブクラス（Executive Class、EC）となっており、総定員数は1,440人となっている。